# Sveriges ambassad i Lusaka
Sveriges ambassad i Lusaka är Sveriges diplomatiska beskickning i Zambia, belägen i Lusaka.

## Historik
Diplomatiska relationer mellan Sverige och Zambia upprättades i samband med Zambias självständighet 1964. Ett utvecklingssamarbete har bedrivits sedan dess. Sverige har haft konsulat och sedan ambassad i Lusaka sedan 1965.

## Ambassadbyggnader
Sverige har sedan 1965 haft en ambassad i Lusaka. Uppförandet av en egen ambassadbyggnad påbörjades 1984 och invigningen skedde 1989. Ambassadtomten ritades av W Bauer & J Karon AB i Stockholm och anlades av den lokala entreprenören Bingham. Arkitekt var Michael Granit. Tomten innehåller idag tre byggnader. En är ambassadkansli, där Finlands ambassad sedan år 2000 hyr cirka 300 m² och delar entré. I en andra byggnad finns också kontorslokaler. Statens fastighetsverk (SFV) har där gjort några mindre ombyggnationer på grund av den växande personalstyrkan. I en tredje byggnad, en teknisk servicebyggnad, finns utrymmen för bland annat vattentankar, reservkraft, kök, konferensrum, bastu och förråd.
Byggnaderna är uppförda av rött tegel från norra Zambia. Fönsterkarmar och spröjsar är i aluminium. Invändigt är väggarna putsade och vitmålade. På golvet ligger terrazzoplattor i två olika färger. På gården är marktreglet lagt i mönster. Tegel, terrazzoplattor och fönsterkarmar är lokalt producerade. Yttertaket i trä är täckt med betongtegel från Zimbabwe. Innertaket består av träpanel från Moçambique. Innerdörrar, möblemang, tekniska installationer och övrigt material är svenskproducerat. Alla installationer är gjorda av svenska elektriker och rörmokare. Generalentreprenör var Fabcon AB från Timrå. Apollo, en lokal entreprenör, stod för byggnadsarbetena. På tomten finns pool, tennisbana och ett trettiotal parkeringsplatser under tak. SFV förvaltar förutom ambassaden även fyra personalbostäder i Lusaka. En av dessa är ambassadörsresidenset.

## Beskickningschefer
| Namn                      | Period    | Funktion          | Anmärkning                                                                              |
| ------------------------- | --------- | ----------------- | --------------------------------------------------------------------------------------- |
| Otto Rathsman             | 1964–1966 | Ambassadör        | Sidoackrediterad från ambassaden i Nairobi.                                             |
| Carl Gustaf Béve          | 1966–1967 | Ambassadör        | Sidoackrediterad från ambassaden i Nairobi.                                             |
| Olof Kaijser              | 1967–1972 | Ambassadör        | Sidoackrediterad till Zomba (från 1968).                                                |
| Iwo Dölling               | 1972–1975 | Ambassadör        | Sidoackrediterad till Gaborone (från 1974), Lilongwe (från 1974) och Zomba (till 1974). |
| Ove Heyman                | 1975–1979 | Ambassadör        | Sidoackrediterad till Gaborone (från 1976) och Lilongwe (från 1976).                    |
| Göran Hasselmark          | 1979–1983 | Ambassadör        | Sidoackrediterad till Lilongwe.                                                         |
| Jan Ölander               | 1984–1987 | Ambassadör        | Sidoackrediterad till Lilongwe.                                                         |
| Carl Johan Persson        | 1987–1990 | Ambassadör        | Sidoackrediterad till Lilongwe.                                                         |
| Per Taxell                | 1990–1993 | Ambassadör        | Sidoackrediterad till Lilongwe.                                                         |
| Anders Johnson            | 1994–1996 | Ambassadör        | Sidoackrediterad till Lilongwe.                                                         |
| Christer Ågren            | 1996–1996 | Chargé d'affaires |                                                                                         |
| Kristina Svensson         | 1997–2001 | Ambassadör        | Sidoackrediterad till Lilongwe.                                                         |
| Christina Rehlen          | 2001–2006 | Ambassadör        |                                                                                         |
| Lars Ronnås               | 2006–2009 | Ambassadör        |                                                                                         |
| Marie Andersson de Frutos | 2009–2011 | Ambassadör        |                                                                                         |
| Lena Nordström            | 2011–2015 | Ambassadör        |                                                                                         |
| Henrik Cederin            | 2015–2019 | Ambassadör        |                                                                                         |
| Anna Maj Hultgård         | 2019–2022 | Ambassadör        |                                                                                         |
| Johan Hallenborg          | 2022–     | Ambassadör        |                                                                                         |